# Stråle af Sjöared
För andra betydelser, se Stråle.
Stråle af Sjöared var en svensk adelsätt.
Ursprung från Tofta socken, Jönköpings län, introducerad på Riddarhuset 1634, utslocknad.
Från den äldre ätten utgrenade sig enligt traditionen de nu utdöda adliga ätterna Gyllenstråle och Gyllengrip. Även här finns frågetecken rörande det verkliga släktskapet med ätten Stråle.
När Stråle af Sjöared, som tillsammans med Stråle af Ekna, introducerades på Riddarhuset med samma nummer 55, uppstod en långvarig strid om namnet och numret.
Striden kom att avgöras först 1649, då det bestämdes att bägge skulle "nämnas efter sina gårdar". Olof Andersson Stråles gren, som introducerades 1625, kallades därför Stråle af Ekna nr 87, medan kapten Peder Börjesson Stråle (1562-1649) introducerades på Riddarhuset å den övriga ättens vägnar 1634 med namnet Stråle af Sjöared nr 223.